# Magnus Wislander
Hans Einar Magnus Wislander (Göteborg, 22 febbraio 1964) è un ex pallamanista e allenatore di pallamano svedese.
Ha costruito la sua carriera principalmente su due squadre: quella della sua città natale, dove giocò dal 1979 al 1990, ed il THW Kiel, dove ha militato tra il 1990 ed il suo ritiro nel 2002. A Kiel è stato capitano dal 1992 al 2001. In nazionale ha segnato 1185 gol in 384 partite.
Dopo aver vinto tutto quello che si poteva vincere (esclusi la EHF Champions League e l'oro olimpico), aver avuto la cittadinanza onoraria di Kiel, essere stato nominato giocatore del secolo dal THW Kiel ed aver vinto più volte la classifica realizzatori della Bundesliga, è stato inserito nella Hall of Fame dell'EHF nel 2023.

## Palmares

### Club

#### Competizioni nazionali
- Campionato svedese di pallamano maschile: 5

1984-85, 1985-86, 1986-87, 1988-89, 2002-03
- Handball-Bundesliga: 7

1993-94, 1994-95, 1994-95, 1997-98, 1998-99, 1999-00, 2001-02
- Coppa di Germania: 3

1997-98, 1998-99, 1999-00
- Supercoppa di Germania: 2

1995, 1998

#### Competizioni internazionali
- IHF Cup / EHF Cup: 2

1997-98, 2001-02

### Nazionale
- Olimpiadi

 Barcellona 1992, Atlanta 1996, Sydney 2000
- Mondiali

 Cecoslovacchia 1990, Egitto 1999
 Giappone 1997, Francia 2001
 Svezia 1993, Islanda 1995
- Europei

 Portogallo 1994, Italia 1998, Croazia 2000, Svezia 2002